# Conexión afín

Una conexión afín en la esfera hace rodar el plano tangente afín de un punto a otro. Al hacerlo, el punto de contacto traza una curva en el plano: el desarrollo

En geometría diferencial, una conexión afín es un objeto geométrico en una variedad diferenciable que conecta espacios tangentes cercanos, por lo que permite que campos vectoriales tangentes sean diferenciables como si fueran funciones en la variedad con valores en un espacio vectorial fijo. Las conexiones se encuentran entre los métodos más simples para definir la diferenciación de secciones de fibrados vectoriales.
La noción de conexión afín tiene sus raíces en la geometría del siglo XIX y en el cálculo tensorial, pero no fue desarrollada completamente hasta principios de la década de 1920 por Élie Cartan (como parte de su teoría general de conexiones) y por Hermann Weyl (quien utilizó la noción como parte de sus fundamentos para la relatividad general). La terminología se debe a Cartan y tiene su origen en la identificación de espacios tangentes en un espacio euclídeo Rn por traslación: la idea es que una elección de conexión afín hace que una variedad se parezca infinitamente al espacio euclídeo, no exactamente infinitamente diferenciable, pero como un espacio afín.
En cualquier variedad de dimensión positiva hay infinitas conexiones afines. Si la variedad está además dotada de un tensor métrico, entonces existe una elección natural de conexión afín, llamada conexión de Levi-Civita. La elección de una conexión afín equivale a prescribir una forma de diferenciar campos vectoriales que satisface varias propiedades razonables (linealidad y la regla de Leibniz). Esto produce una posible definición de una conexión afín como la derivada covariante o la conexión (lineal) en un fibrado tangente. La elección de una conexión afín también equivale a una noción de transporte paralelo, que es un método para transportar vectores tangentes en curvas. Esto también define un transporte paralelo en el haz de sistemas de referencia. El transporte paralelo infinitesimal en el haz de sistemas de referencia produce otra descripción de una conexión afín, ya sea como una conexión de Cartan para el grupo afín o como conexión principal en el haz de sistemas de referencia.
Los principales invariantes de una conexión afín son su torsión y su curvatura. La torsión mide lo cerca que se puede recuperar el corchete de Lie de los campos vectoriales de la conexión afín. También se pueden utilizar conexiones afines para definir geodésicas (afines) en una variedad, generalizando las líneas rectas del espacio euclídeo, aunque la geometría de esas "líneas rectas" puede ser muy diferente de la geometría euclídea habitual. Las principales diferencias se resumen en la curvatura de la conexión.

## Motivación e historia
Un variedad diferenciable es un objeto matemático que localmente se parece a una deformación suave del espacio euclídeo Rn: por ejemplo, una curva o superficie suave se parece localmente a una deformación suave de una línea o un plano. Las funciones suaves y los campos vectoriales se pueden definir sobre variedades, tal como se puede hacer en el espacio euclídeo, y las funciones escalares sobre variedades se pueden diferenciar de forma natural. Sin embargo, la diferenciación de campos vectoriales es menos sencilla: se trata de una cuestión sencilla en el espacio euclídeo, porque el espacio tangente de los vectores basados en un punto p puede identificarse naturalmente (por traslación) con el espacio tangente en un punto cercano q. En una variedad general, no existe tal identificación natural entre espacios tangentes cercanos, por lo que los vectores tangentes en puntos cercanos no se pueden comparar de una manera bien definida. La noción de conexión afín se introdujo para remediar este problema, conectando espacios tangentes cercanos. Los orígenes de esta idea se remontan a dos fuentes principales: la teoría de superficies y el cálculo tensorial.

### Motivación de la teoría de superficies
Considérese una superficie lisa S en un espacio euclídeo tridimensional. Cerca de cualquier punto, S puede aproximarse por su tangente en ese punto, que es un espacio afín del espacio euclídeo. Los geómetras diferenciales del siglo XIX estaban interesados en la noción de desarrollo en la que una superficie rodaba sobre otra, sin deslizar ni torcerse. En particular, el plano tangente a un punto de S se puede hacer rodar sobre S: esto debería ser fácil de imaginar cuando S es una superficie como la 2-esfera, que es el límite suave de una región convexa. A medida que el plano tangente rueda sobre S, el punto de contacto traza una curva en S. Por el contrario, dada una curva en S, el plano tangente se puede desplazar en esa curva. Esto proporciona una manera de identificar los planos tangentes en diferentes puntos en la curva: en particular, un vector tangente en el espacio tangente en un punto de la curva se identifica con un vector tangente único en cualquier otro punto de la curva. Estas identificaciones siempre vienen dadas por la transformación afín de un plano tangente en otro.
Esta noción de transporte paralelo de vectores tangentes mediante transformaciones afines en una curva tiene un rasgo característico: el punto de contacto del plano tangente con la superficie siempre se mueve con la curva bajo traslación paralela (es decir, cuando la tangente al plano rueda en la superficie, el punto de contacto se mueve). Esta condición genérica es característica de las conexiones de Cartan. En enfoques más modernos, el punto de contacto se considera el origen en el plano tangente (que entonces es un espacio vectorial), y el movimiento del origen se corrige mediante una traslación, de modo que el transporte paralelo es lineal en lugar de afín.
Sin embargo, desde el punto de vista de las conexiones de Cartan, los subespacios afines de los espacios euclídeos son superficies modelo: son las superficies más simples del espacio tridimensional euclídeo y son homogéneas bajo el grupo afín del plano. Y cada superficie lisa tiene una superficie modelo única tangente a ella en cada punto. Estas superficies modelo son geometrías Klein en el sentido de expresado en el programa de Erlangen promovido por Felix Klein. De manera más general, un espacio afín de dimensión n es una geometría de Klein para el grupo afín Aff(n), siendo el estabilizador de un punto el grupo lineal general GL(n). Una variedad n afín es entonces una variedad que se parece infinitamente al espacio afín de dimensión n.

### Motivación a partir del cálculo tensorial

Históricamente, se usaba la derivada covariante (o conexión de Levi-Civita dada por la métrica) para describir la tasa de variación de un vector en la dirección de otro vector. Aquí, en el espacio euclídeo bidimensional perforado, el campo vectorial azul X envía la 1-forma dr a 0,07 en todas partes. El campo vectorial rojo Y envía el rdθ de forma única a 0.5r en todas partes. Respaldada por la métrica ds^{2} = dr^{2} + r^{2}dθ^{2}, la conexión de Levi-Civita ∇_{Y}X es 0 en todas partes, lo que indica que X no tiene cambios en Y. En otras palabras, X se transporta paralelamente en cada círculo concéntrico. ∇_{X}Y= Y/r en todas partes, lo que envía rdθ a 0,5 en todas partes, lo que implica que Y tiene una tasa de cambio "constante" en la dirección radial

La segunda motivación para las conexiones afines proviene de la noción de derivada covariante de campos vectoriales. Antes de la llegada de los métodos independientes del sistema de coordenadas, era necesario trabajar con campos vectoriales mediante encajes y sus respectivos vectores en un atlas. Estos componentes se pueden diferenciar, pero las derivadas no se transforman de manera manejable ante cambios de coordenadas. Los términos de corrección fueron introducidos por Elwin Bruno Christoffel (siguiendo las ideas de Bernhard Riemann) en la década de 1870, de modo que la derivada (corregida) de un campo vectorial en otro transformado covariantemente bajo transformaciones de coordenadas (estos términos de corrección pasaron a conocerse posteriormente como símbolos de Christoffel).
Esta idea fue desarrollada en la teoría del cálculo diferencial absoluto (ahora conocido como cálculo tensorial) por Gregorio Ricci-Curbastro y su alumno Tullio Levi-Civita entre 1880 y principios del siglo XX.
Sin embargo, el cálculo tensorial realmente cobró vida con el advenimiento de la teoría de Albert Einstein de la relatividad general en 1915. Unos años después, Levi-Civita formalizó la conexión única asociada a una métrica de Riemann, ahora conocida como conexión de Levi-Civita. Alrededor de 1920, Hermann Weyl, estudió conexiones afines más generales, desarrollando una base matemática detallada para la relatividad general, y Élie Cartan estableció el vínculo con las ideas geométricas provenientes de la teoría de superficies.

### Aproximaciones
Esta compleja historia ha llevado al desarrollo de enfoques y generalizaciones muy diferentes del concepto de conexión afín.
El enfoque más popular es probablemente la definición motivada por las derivadas covariantes. Por un lado, las ideas de Weyl fueron retomadas por los físicos con la forma de la teoría de campo de gauge y de la derivada covariante gauge. Por otro lado, la noción de diferenciación covariante fue abstraída por Jean-Louis Koszul, quien definió las conexiones sobre fibrados vectoriales (denominadas lineales o de Koszul). En esta terminología, una conexión afín es simplemente una derivada covariante o una conexión (lineal) en el fibrado tangente.
Sin embargo, este enfoque no explica la geometría detrás de las conexiones afines ni cómo adquirieron su nombre. El término realmente tiene su origen en la identificación de espacios tangentes en el espacio euclídeo mediante traslación: esta propiedad significa que el espacio euclídeo n es un espacio afín (alternativamente, el espacio euclídeo es un espacio homogéneo principal o torsor bajo el grupo de traslaciones, que es un subgrupo del grupo afín). Como se mencionó en la introducción, hay varias maneras de precisar el concepto: se usa el hecho de que una conexión afín define una noción de transporte paralelo de campos vectoriales en una curva. Esto también define un transporte paralelo en el haz de sistemas de referencia. El transporte paralelo infinitesimal en el haz de sistemas de referencia produce otra descripción de una conexión afín, ya sea como una conexión de Cartan para el grupo afín Aff(n) o como una conexión principal GL(n) en el haz de sistemas de referencia.

## Definición formal como operador diferencial
Sea M una variedad suave y sea Γ(TM) el espacio de campos vectoriales en M, es decir, el espacio de secciones suaves del fibrado tangente TM. Entonces una conexión afín en M es un operador bilineal
{\displaystyle {\begin{aligned}\Gamma (\mathrm {T} M)\times \Gamma (\mathrm {T} M)&\rightarrow \Gamma (\mathrm {T} M)\\(X,Y)&\mapsto \nabla _{X}Y\,,\end{aligned}}}
de modo que para todos los f en el conjunto de funciones suaves en M, escrito C∞(M, R), y todos los campos vectoriales X, Y en M:
1. ∇fXY = f ∇XY, es decir, ∇ es C∞(M, R)-lineal en la primera variable;
2. ∇X(fY) = (∂X f) Y + f ∇XY, donde ∂X denota la derivada direccional; es decir, ∇ satisface la regla de Leibniz en la segunda variable.

### Propiedades elementales
- De la propiedad 1 anterior se deduce que el valor de ∇XY en un punto x ∈ M depende solo del valor de X en x y no del valor de X en M − {x}. También se deduce de la propiedad 2 anterior que el valor de ∇XY en un punto x ∈ M depende solo del valor de Y en una vecindad de x.
- Si ∇1, ∇2 son conexiones afines, entonces el valor en x de ∇1
XY − ∇2
XY se puede escribir Γx(Xx, Yx) donde

{\displaystyle \Gamma _{x}:\mathrm {T} _{x}M\times \mathrm {T} _{x}M\to \mathrm {T} _{x}M} es bilineal y depende suavemente de x (es decir, define un homomorfismo de haz suave). Por el contrario, si ∇ es una conexión afín y Γ es un homomorfismo de haz bilineal suave (llamado forma de conexión en M), entonces ∇ + Γ es una conexión afín.
- Si M es un subconjunto abierto de Rn, entonces el haz tangente de M es el fibrado trivial M × Rn. En esta situación hay una conexión afín canónica d en M: cualquier campo vectorial Y está dado por una función suave V de M a Rn. Entonces, dXY es el campo vectorial correspondiente a la función suave dV(X) = ∂XY de M a Rn. Por lo tanto, cualquier otra conexión afín ∇ en M puede escribirse ∇ = d + Γ, donde Γ es una forma de conexión en M.
- De manera más general, un fibrado del paquete tangente es un isomorfismo de haz entre la restricción de TM a un subconjunto abierto U de M y U × Rn. La restricción de una conexión afín ∇ a U se puede escribir en la forma d + Γ, donde Γ es una forma de conexión en U.

## Transporte paralelo para conexiones afines

Transporte paralelo de un vector tangente a lo largo de una curva en la esfera

La comparación de vectores tangentes en diferentes puntos de una variedad, por lo general no es un proceso bien definido. Una conexión afín proporciona una manera de remediar el problema utilizando la noción de transporte paralelo y, de hecho, esta noción puede usarse para dar una definición de conexión afín.
Sea M una variedad con una conexión afín ∇. Entonces, se dice que un campo vectorial X es paralelo si ∇X = 0 en el sentido de que para cualquier campo vectorial Y, ∇YX = 0. Intuitivamente hablando, los vectores paralelos tienen todas sus derivadas iguales a cero y, por lo tanto, en cierto sentido son constantes. Al evaluar un campo vectorial paralelo en dos puntos x e y, se obtiene una identificación entre un vector tangente en x y uno en y. Se dice que estos vectores tangentes son transportes paralelos entre sí.
Los campos vectoriales paralelos distintos de cero no existen, en general, porque la ecuación ∇X = 0 es una ecuación en derivadas parciales que es sobredeterminado: la condición de integrabilidad para esta ecuación es la desaparición de la curvatura de ∇ (véase más abajo). Sin embargo, si esta ecuación se restringe a una curva desde x a y, se convierte en una ecuación diferencial ordinaria. Entonces, existe una solución única para cualquier valor inicial de X en x.
Más precisamente, si γ : I → M es una curva suave parametrizada por un intervalo [a, b] y ξ ∈ TxM, donde x = γ(a), entonces un campo vectorial X en γ (y en particular, el valor de este campo vectorial en y = γ(b)) se denomina transporte paralelo de ξ a lo largo de γ si
1. ∇γ′(t)X = 0, para todos los t ∈ [a, b]
2. Xγ(a) = ξ.

Formalmente, la primera condición significa que X es paralelo con respecto a la conexión regrediente en un haz regrediente γ∗TM. Sin embargo, en un fibrado es un sistema de primer orden de ecuaciones diferenciales ordinarias lineales, que tiene una solución única para cualquier condición inicial dada por la segunda condición (por ejemplo, por el teorema de Picard-Lindelöf).
Por lo tanto, el transporte paralelo proporciona una forma de desplazar vectores tangentes en una curva utilizando la conexión afín para mantenerlos apuntando en la misma dirección en un sentido intuitivo, y esto proporciona una aplicación lineal entre los espacios tangentes en los dos extremos de la curva. El isomorfismo obtenido de esta manera dependerá en general de la elección de la curva: si no es así, entonces el transporte paralelo en cada curva se puede utilizar para definir campos vectoriales paralelos en M, lo que solo puede suceder si la curvatura de ∇ es cero.
Un isomorfismo lineal está determinado por su acción sobre una base ordenada o sistema de referencia. Por lo tanto, el transporte paralelo también puede caracterizarse como una forma de transportar elementos del haz de sistemas de referencia (tangente) GL(M) en una curva. En otras palabras, la conexión afín proporciona una elevación de cualquier curva γ en M a una curva γ̃ en GL(M).

## Definición formal de un haz de sistemas de referencia
Una conexión afín también se puede definir como la conexión principal GL(n) ω en un haz de sistemas de referencia FM o GL(M) de una variedad M. Más detalladamente, ω es una aplicación suave desde el haz tangente T(FM) del haz de sistemas de referencia al espacio de matrices n × n (que es el álgebra de Lie gl(n) del grupo de Lie GL(n) de matrices n × n invertibles) que satisface dos propiedades:
1. ω es equivariante con respecto a la acción de GL(n) sobre T(FM) y gl(n);
2. ω(Xξ) = ξ para cualquier ξ en gl(n), donde Xξ es el campo vectorial en FM correspondiente a ξ.

Tal conexión ω define inmediatamente una derivada covariante no solo en el haz tangente, sino en el fibrado vectorial asociado a cualquier representación de grupo de GL(n), incluidos los haces tensoriales y las densidades tensoriales. Por el contrario, una conexión afín en el paquete tangente determina una conexión afín en el paquete de marcos, por ejemplo, al requerir que ω desaparezca en vectores tangentes a las elevaciones de curvas al paquete de marcos definido por transporte paralelo.
El haz de sistemas de referencia también viene equipado con una forma de soldadura θ : T(FM) → Rn que es horizontal en el sentido de que desaparece en los vectores verticales, como los valores puntuales de los campos vectoriales Xξ. De hecho, θ se define primero proyectando un vector tangente (a FM en un retículo f) a M, y a continuación tomando las componentes de este vector tangente en M con respecto a la retícula f. Téngase en cuenta que θ también es equivalente a GL(n) (donde GL(n) actúa sobre Rn mediante multiplicación de matrices).
El par (θ, ω) define un isomorfismo de haz de T(FM) con el haz trivial FM × aff(n), donde aff(n) es el producto cartesiano de Rn y gl(n) (visto como el álgebra de Lie del grupo afín, que en realidad es un producto semidirecto; véase más abajo).

## Conexiones afines como conexiones de Cartan
Las conexiones afines se pueden definir dentro del sistema de referencia general de Cartan. En el enfoque moderno, esto está estrechamente relacionado con la definición de conexiones afines en el haz de sistemas de referencia. De hecho, en una formulación, una conexión de Cartan es un paralelismo absoluto de un paquete principal que satisface unas determinadas propiedades. Desde este punto de vista, el aff(n) de una forma con valor (θ, ω) : T(FM) → aff(n) en el haz de sistemas de referencia (de una variedad afín) es una conexión de Cartan.
Sin embargo, el enfoque original de Cartan era diferente de este en varios aspectos:
- No existía el concepto de haces sistemas de referencia o haces principales
- Una conexión era vista en términos de transporte paralelo entre puntos infinitamente cercanos[11]
- Este transporte paralelo era afín, más que lineal
- Los objetos transportados no eran vectores tangentes en el sentido moderno, sino elementos de un espacio afín con un punto marcado, que la conexión de Cartan finalmente se identifica con el espacio tangente

### Justificación e intuición histórica
Los puntos que se acaban de plantear son más fáciles de explicar a la inversa, partiendo de la motivación proporcionada por la teoría de superficies. En esta situación, aunque los planos que ruedan sobre la superficie son planos tangentes en un sentido intuitivo, la noción de espacio tangente es en realidad una noción de infinitesimal, mientras que los planos, como [espacios afínes de R3, tienen una extensión infinita. Sin embargo, todos estos planos afines tienen un punto marcado, el punto de contacto con la superficie, y son tangentes a la superficie en este punto. Por tanto, la confusión surge porque un espacio afín con un punto marcado puede identificarse con su espacio tangente en ese punto. Sin embargo, el transporte paralelo definido por rodadura no fija este origen: es afín en lugar de lineal. El transporte lineal paralelo se puede recuperar aplicando una traslación.
Abstrayendo esta idea, una variedad afín debería ser, por lo tanto, una variedad n M con un espacio afín Ax, de dimensión n, unido a cada x ∈ M en un punto marcado ax ∈ Ax, junto con un método para transportar elementos de estos espacios afines en cualquier curva C en M. Este método debe satisfacer varias propiedades:
1. Para dos puntos cualesquiera x, y en C, el transporte paralelo es una transformación afín de Ax a Ay
2. El transporte paralelo se define infinitamente en el sentido de que es diferenciable en cualquier punto de C y depende solo del vector tangente a C en ese punto
3. La derivada del transporte paralelo en x determina una aplicación lineal de TxM a TaxAx

Estos dos últimos puntos son bastante difíciles de precisar, por lo que las conexiones afines se definen más a menudo de forma infinitesimal. Para motivar esto, basta considerar el grado de afinidad con el que el sistema de referencia se transforma infinitesimalmente con respecto al transporte paralelo. (este es el origen del sistema de referencia móvil de Cartan). Un sistema de referencia afín en un punto consta de una lista (p, e1,… en), donde p ∈ Ax y ei forman una base de Tp(Ax). La conexión afín viene dada simbólicamente por un sistema diferencial de primer orden.
{\displaystyle (*){\begin{cases}\mathrm {d} {p}&=\theta ^{1}\mathbf {e} _{1}+\cdots +\theta ^{n}\mathbf {e} _{n}\\\mathrm {d} \mathbf {e} _{i}&=\omega _{i}^{1}\mathbf {e} _{1}+\cdots +\omega _{i}^{n}\mathbf {e} _{n}\end{cases}}\quad i=1,2,\ldots ,n}
definido por una colección de 1-formas (θ j, ω j
i). Geométricamente, un marco afín sufre un desplazamiento que se desplaza en una curva γ de γ(t) a γ(t + δt) dada (aproximadamente o infinitesimalmente) por
{\displaystyle {\begin{aligned}p(\gamma (t+\delta t))-p(\gamma (t))&=\left(\theta ^{1}\left(\gamma '(t)\right)\mathbf {e} _{1}+\cdots +\theta ^{n}\left(\gamma '(t)\right)\mathbf {e} _{n}\right)\mathrm {\delta } t\\\mathbf {e} _{i}(\gamma (t+\delta t))-\mathbf {e} _{i}(\gamma (t))&=\left(\omega _{i}^{1}\left(\gamma '(t)\right)\mathbf {e} _{1}+\cdots +\omega _{i}^{n}\left(\gamma '(t)\right)\mathbf {e} _{n}\right)\delta t\,.\end{aligned}}}
Además, se requiere que los espacios afines Ax sean tangentes a M en el sentido informal de que el desplazamiento de ax en γ puede identificarse (aproximadamente o infinitesimalmente) con el vector tangente γ′(t) a γ en x = γ(t) (que es el desplazamiento infinitesimal de x) . Desde
{\displaystyle a_{x}(\gamma (t+\delta t))-a_{x}(\gamma (t))=\theta \left(\gamma '(t)\right)\delta t\,,}
donde θ está definido por θ(X) = θ1(X)e1 + … +  θn(X)en, esta identificación viene dada por θ, por lo que el requisito es que θ sea un isomorfismo lineal en cada punto.
El espacio afín tangencial Ax se identifica así intuitivamente con una "vecindad afín infinitesimal" de x.
El punto de vista moderno hace que toda esta intuición sea más precisa utilizando haces principales (la idea esencial es reemplazar un sistema de referencia o un sistema de referencia variable por el espacio de todos los sistemas de referencias y funciones en este espacio). También se inspira en el programa de Erlangen promovido por Felix Klein en el que una geometría se define como un espacio homogéneo. El espacio afín es una geometría en este sentido y está equipado con una conexión de Cartan plana. Por lo tanto, una variedad afín general se considera una deformación curva de la geometría del modelo plano del espacio afín.

### Espacio afín como geometría del modelo plano

#### Definición de un espacio afín
Informalmente, un espacio afín es un espacio vectorial sin una elección fija de origen. Describe la geometría de puntos y vectores libres en el espacio. Como consecuencia de la falta de origen, los puntos en el espacio afín no se pueden sumar, ya que esto requiere una elección de origen con el cual formar la ley del paralelogramo para la suma de vectores. Sin embargo, se puede agregar un vector v a un punto p colocando el punto inicial del vector en p y luego transportando p al punto terminal. La operación p → p + v así descrita es la traslación de p en v. En términos técnicos, el espacio n afín es un conjunto An equipado con un acción transitiva libre del grupo de vectores Rn mediante esta operación de traslación de puntos: An es, por lo tanto, un espacio homogéneo principal para el grupo de vectores Rn.
El grupo lineal general GL(n) es el grupo de transformaciones de Rn que preserva la estructura lineal de Rn en el sentido de T(av + bw) = aT(v) + bT(w). Por analogía, el grupo afín Aff(n) es el grupo de transformaciones de An que preservan la estructura afín. Por lo tanto, φ ∈ Aff(n) debe preservar las traslaciones en el sentido de que
{\displaystyle \varphi (p+v)=\varphi (p)+T(v)}
donde T es una transformación lineal general. La aplicación que envía φ ∈ Aff(n) a T ∈ GL(n) es un homomorfismo de grupos. Su núcleo es el grupo de traslaciones Rn. El estabilizador de cualquier punto p en A se puede identificar con GL(n) usando esta proyección, lo que realiza el grupo afín como un producto semidirecto de GL(n) y Rn, y el espacio afín como el espacio homogéneo Aff(n)/GL(n).

#### Sistemas de referencia afines y la conexión afín plana
Un sistema de referencia afín para A consta de un punto p ∈ A y una base (e1,… en) del espacio vectorial TpA = Rn. El grupo lineal general GL(n) actúa libremente sobre el conjunto FA de todos los marcos afines fijando p y transformando la base (e1,… en) de la forma habitual, y el mapa π que envía un sistema de referencia afín (p; e1,… en) a p es la clase de equivalencia. Por lo tanto, FA es un haz GL(n)]] principal sobre A. La acción de GL(n) se extiende naturalmente a una acción transitiva libre del grupo afín Aff(n) sobre FA, de modo que FA es un Aff(n)-torsor, y la elección de un sistema de referencia identifica a FA → A con el haz principal Aff(n) → Aff(n)/GL(n).
En FA hay una colección de funciones n + 1 definidas por
{\displaystyle \pi (p;\mathbf {e} _{1},\dots ,\mathbf {e} _{n})=p}
(como antes) y
{\displaystyle \varepsilon _{i}(p;\mathbf {e} _{1},\dots ,\mathbf {e} _{n})=\mathbf {e} _{i}\,.}
Después de elegir un punto base para A, todas estas son funciones con valores en Rn, por lo que es posible tomar sus derivadas exteriores para obtener formas diferenciales con valores en Rn. Dado que las funciones εi producen una base para Rn en cada punto de FA, estas 1-formas deben poder expresarse como sumas de la forma
{\displaystyle {\begin{aligned}\mathrm {d} \pi &=\theta ^{1}\varepsilon _{1}+\cdots +\theta ^{n}\varepsilon _{n}\\\mathrm {d} \varepsilon _{i}&=\omega _{i}^{1}\varepsilon _{1}+\cdots +\omega _{i}^{n}\varepsilon _{n}\end{aligned}}}
para alguna colección (θ i, ω k
j)1 ≤ i, j, k ≤ n de formas únicas de valor real en Aff(n). Este sistema de formas únicas en el haz principal FA → A define la conexión afín en A.
Tomando la derivada exterior por segunda vez, y utilizando tanto el d2 = 0 como la independencia lineal de los εi, se obtienen las siguientes relaciones:
{\displaystyle {\begin{aligned}\mathrm {d} \theta ^{j}-\sum _{i}\omega _{i}^{j}\wedge \theta ^{i}&=0\\\mathrm {d} \omega _{i}^{j}-\sum _{k}\omega _{k}^{j}\wedge \omega _{i}^{k}&=0\,.\end{aligned}}}
Estas son las ecuaciones de Maurer-Cartan para el grupo de Lie Aff(n) (identificado con FA por la elección de un sistema de referencia). Además:
- El sistema pfaffiano θ j = 0 (para todos los j) es integrable, y sus variedades integrales son las fibras del haz principal Aff(n) → A.
- El sistema pfaffiano ω j
i = 0 (para todos los i, j) también es integrable, y sus variedades integrales definen el transporte paralelo en FA.

Así, las formas (ω j
i) definen una conexión principal plana en FA → A.
Para una comparación estricta con la motivación, en realidad se debería definir el transporte paralelo en un haz Aff(n) principal sobre A. Esto se puede hacer mediante el retroceso FA especificado por la aplicación suave φ : Rn × A → A definido por traslación. Entonces, la aplicación compuesta φ′ ∗ FA → FA → A es un haz principal Aff(n) sobre A, y las formas (θ i, ω k
j) regredientes dan una conexión principal plana Aff(n) en este haz.

### Geometrías afines generales: definiciones formales
Un espacio afín, como ocurre esencialmente con cualquier geometría de Klein suave, es una variedad equipada con una conexión de Cartan plana. Se obtienen fácilmente variedades afines o geometrías afines más generales eliminando la condición de planitud expresada por las ecuaciones de Maurer-Cartan. Hay varias formas de abordar la definición y se darán dos. Ambas definiciones se ven facilitadas por la comprensión de que las 1-formas (θ i, ω k
j) en el modelo plano encajan para dar una 1-forma con valores en el álgebra de Lie aff(n) del grupo afín Aff(n).
En estas definiciones, M es una variedad n suave y A = Aff(n)/GL(n) es un espacio afín de la misma dimensión.

#### Definición mediante paralelismo absoluto
Sea M una variedad y P un haz principal GL(n) sobre M. Entonces, una conexión afín es una 1-forma η en P con valores en aff(n) que satisfacen las siguientes propiedades
1. η es equivariante con respecto a la acción de GL(n) sobre P y aff(n)
2. η(Xξ) = ξ para todos los ξ en el álgebra de Lie gl(n) de todas las matrices n × n
3. η es un isomorfismo lineal de cada espacio tangente de P con aff(n)

La última condición significa que η es un paralelismo absoluto en P, es decir, identifica el haz tangente de P con un haz trivial (en este caso P × aff(n)). El par (P, η) define la estructura de una geometría afín en M, convirtiéndola en una variedad afín.
El álgebra de Lie afín aff(n) se divide como un producto semidirecto de Rn y gl(n), por lo que η puede escribirse como un par (θ, ω) donde θ toma valores en Rn y ω toma valores en gl(n). Las condiciones 1 y 2 son equivalentes a que ω sea una conexión principal GL(n) y θ sea una 1-forma equivariante horizontal, lo que induce un homorfismo de haz de TM al fibrado asociado P ×GL(n) Rn. La condición 3 es equivalente al hecho de que este homomorfismo de haz es un isomorfismo (aunque esta descomposición es una consecuencia de la estructura bastante especial del grupo afín). Dado que P es el haz de sistemas de referencia de P ×GL(n) Rn, se deduce que θ proporciona un isomorfismo de haz entre P y el paquete de sistemas de referencia FM de M; esto recupera la definición de una conexión afín como la conexión principal GL(n) en FM.
Las 1-formas que surgen en el modelo plano son solo las componentes de θ y ω.

#### Definición como conexión afín principal
Una conexión afín sobre M es un haz principal Aff(n) Q sobre M, junto con un subhaz principal GL(n) P de Q y una conexión principal Aff(n) α (una 1-forma en Q con valores en aff(n)) que satisface la siguiente condición de Cartan (genérica). El componente Rn del retroceso de α a P es una 1-forma equivariante horizontal y, por lo tanto, define un homomorfismo de haz de TM a P ×GL(n) Rn, que se requiere que sea un isomorfismo.

#### Relación con la motivación
Dado que Aff(n) actúa sobre A, hay asociado al haz principal Q, un haz A = Q ×Aff(n) A, que es un haz de fibras sobre M cuya fibra en x en M es un espacio afín Ax. Una sección a de A (que define un punto marcado ax en Ax para cada x ∈ M) determina un subpaquete principal GL(n) P de Q (como el conjunto de estabilizadores de estos puntos marcados) y viceversa. La conexión principal α define una conexión de Ehresmann en este haz, de ahí la noción de transporte paralelo. La condición de Cartan asegura que la sección distinguida a siempre se mueva bajo transporte paralelo.

## Otras propiedades

### Curvatura y torsión
La curvatura y la torsión son las principales invariantes de una conexión afín. Así como hay muchas formas equivalentes de definir la noción de conexión afín, también hay muchas formas diferentes de definir curvatura y torsión.
Desde el punto de vista de la conexión de Cartan, la curvatura es el fallo de la conexión afín η para satisfacer la ecuación de Maurer-Cartan
{\displaystyle \mathrm {d} \eta +{\tfrac {1}{2}}[\eta \wedge \eta ]=0,}
donde el segundo término en el lado izquierdo de la ecuación es el producto exterior usando el corchete de Lie en aff(n) para contraer los valores. Al expandir η en el par (θ, ω) y usar la estructura del álgebra de Lie aff(n), este lado izquierdo se puede expandir en las dos fórmulas
{\displaystyle \mathrm {d} \theta +\omega \wedge \theta \quad {\text{and}}\quad \mathrm {d} \omega +\omega \wedge \omega \,,}
donde los productos de la cuña se evalúan mediante la multiplicación de matrices. La primera expresión se llama torsión de la conexión y la segunda también se llama curvatura.
Estas expresiones son 2-formas diferenciales en el espacio total de un haz de sistemas de referencia. Sin embargo, son horizontales y equivariantes y, por lo tanto, definen objetos tensoriales. Estos se pueden definir directamente a partir de la derivada covariante inducida ∇ en TM de la siguiente manera.
La torsión viene dada por la fórmula
{\displaystyle T^{\nabla }(X,Y)=\nabla _{X}Y-\nabla _{Y}X-[X,Y].}
Si la torsión desaparece, se dice que la conexión está libre de torsión o que es simétrica.
La curvatura viene dada por la fórmula:
{\displaystyle R_{X,Y}^{\nabla }Z=\nabla _{X}\nabla _{Y}Z-\nabla _{Y}\nabla _{X}Z-\nabla _{[X,Y]}Z.}
Téngase en cuenta que [X, Y] es el corchete de Lie
{\displaystyle [X,Y]=\left(X^{j}\partial _{j}Y^{i}-Y^{j}\partial _{j}X^{i}\right)\partial _{i}}
según el convenio de suma de Einstein. Esto es independiente de la elección del sistema de coordenadas y
{\displaystyle \partial _{i}=\left({\frac {\partial }{\partial \xi ^{i}}}\right)_{p}\,,}
es el vector tangente en el punto p del iº sistema de coordenadas. Los ∂i son una base natural para el espacio tangente en el punto p, y los X i son las coordenadas correspondientes para el campo vectorial X = X i ∂i.
Cuando tanto la curvatura como la torsión desaparecen, la conexión define una estructura de álgebra pre de Lie en el espacio de las secciones globales del haz tangente.

### Conexión de Levi-Civita
Si (M, g) es una variedad de Riemann, entonces existe una conexión afín única ∇ en M con las dos propiedades siguientes:
- La conexión está libre de torsión, es decir, T∇ es cero, por lo que ∇XY − ∇YX = [X, Y]
- El transporte paralelo es una isometría, es decir, se conservan los productos internos (definidos usando g) entre vectores tangentes.

Esta conexión se llama conexión de Levi-Civita.
A menudo se utiliza el término simétrico en lugar de libre de torsión para la primera propiedad. La segunda condición significa que la conexión es una conexión métrica en el sentido de que la métrica de Riemann g es paralela: ∇g = 0. Para una conexión libre de torsión, la condición es equivalente a la identidad X g(Y, Z) = g(∇XY, Z) +
g(Y, ∇X Z), condición de compatibilidad con la métrica. En coordenadas locales, las componentes de la forma se denominan símbolos de Christoffel: debido a la singularidad de la conexión de Levi-Civita, existe una fórmula para estas componentes en términos de las componentes de g.

### Geodésicas
Dado que las líneas rectas son un concepto en geometría afín, las conexiones afines definen una noción generalizada de líneas rectas (parametrizadas) en cualquier variedad afín, llamadas geodésicas afines. En resumen, una curva paramétrica γ : I → M es una línea recta si su vector tangente permanece paralelo y equipolente consigo mismo cuando se transporta en γ. Desde el punto de vista lineal, una conexión afín M distingue las geodésicas afines de la siguiente manera: una curva suave γ : I → M es una geodésica afín si {\displaystyle {\dot {\gamma }}} se transporta paralelamente en γ, es decir
{\displaystyle \tau _{t}^{s}{\dot {\gamma }}(s)={\dot {\gamma }}(t)}
donde τs
t : TγsM → TγtM es la aplicación de transporte paralelo que define la conexión.
En términos de la conexión infinitesimal ∇, la derivada de esta ecuación implica que
{\displaystyle \nabla _{{\dot {\gamma }}(t)}{\dot {\gamma }}(t)=0}
para todos los t ∈ I.
Por el contrario, cualquier solución de esta ecuación diferencial produce una curva cuyo vector tangente se transporta paralelo en la curva. Para cada x ∈ M y cada X ∈ TxM, existe una γ : I → M geodésica afín única con γ(0) = x y γ̇(0) = X y donde I es el intervalo abierto máximo en R, que contiene 0, en el que se define la geodésica. Esto se deduce del teorema de Picard-Lindelöf y permite la definición de una aplicación exponencial asociada a la conexión afín.
En particular, cuando M es una (pseudo-)variedad de Riemann y ∇ es la conexión de Levi-Civita, entonces las geodésicas afines son las líneas geodésicas habituales de la geometría de Riemann y son las curvas que minimizan la distancia localmente.
Las geodésicas definidas aquí a veces se denominan parametrizadas afines, ya que una línea recta dada en M determina una curva paramétrica γ a través de la línea hasta una elección de reparametrización afín γ(t) → γ(at + b), donde a y b son constantes. El vector tangente a una geodésica afín es paralelo y equipolente consigo mismo. Una geodésica no parametrizada, o una que es simplemente paralela a sí misma sin ser necesariamente equipolente, solo necesita satisfacer que
{\displaystyle \nabla _{\dot {\gamma }}{\dot {\gamma }}=k{\dot {\gamma }}}
para alguna función k definida en γ. Las geodésicas no parametrizadas a menudo se estudian desde el punto de vista de la conexión proyectiva.

### Desarrollo
Una conexión afín define una noción de desarrollo de curvas. Intuitivamente, el desarrollo capta la noción de que si xt es una curva en M, entonces el espacio tangente afín en x0 puede hacerse rodar en la curva. Al hacerlo, el punto de contacto marcado entre el espacio tangente y la variedad traza una curva Ct en este espacio afín: el desarrollo de xt.
En términos formales, sea τ0
t : TxtM → Tx0M la aplicación de transporte lineal paralelo asociado a la conexión afín. Entonces, el desarrollo Ct es la curva en Tx0M que comienza en 0 y es paralela a la tangente de xt durante todo el tiempo t:
{\displaystyle {\dot {C}}_{t}=\tau _{t}^{0}{\dot {x}}_{t}\,,\quad C_{0}=0.}
En particular, xt es una geodésica si y solo si su desarrollo es una línea recta afínmente parametrizada en Tx0M.

## Teoría de superficies revisada
Si M es una superficie en R3, es fácil ver que M tiene una conexión afín natural. Desde el punto de vista de la conexión lineal, la derivada covariante de un campo vectorial se define diferenciando el campo vectorial, visto como una aplicación de M a R3, y luego proyectando el resultado ortogonalmente nuevamente sobre los espacios tangentes de M. Es fácil ver que esta conexión afín no tiene torsión. Además, es una conexión métrica con respecto a la métrica de Riemann en M inducida por el producto interno en R3, por lo que es la conexión de Levi-Civita de esta métrica.

### Ejemplo: la esfera unitaria en el espacio euclídeo
Sea ⟨ , ⟩ el producto escalar habitual en R3 y sea S2 la esfera unitaria. El espacio tangente a S2 en un punto x se identifica naturalmente con el subespacio vectorial de R3 que consta de todos los vectores ortogonales a x. De ello se deduce que un campo vectorial Y en S2 puede verse como una aplicación Y : S2 → R3 que satisface
{\displaystyle \langle Y_{x},x\rangle =0\,,\quad \forall x\in \mathbf {S} ^{2}.}
Denótese como dY el diferencial (matriz jacobiana) de dicha aplicación. Entonces, se tiene que
''Lema. La fórmula
{\displaystyle (\nabla _{Z}Y)_{x}=\mathrm {d} Y_{x}(Z_{x})+\langle Z_{x},Y_{x}\rangle x}
define una conexión afín en S2 con torsión tendente a cero.
Demostración. Es sencillo demostrar que ∇ satisface la identidad de Leibniz y es C∞(S2) lineal en la primera variable. Entonces, todo lo que hay que demostrar aquí es que la aplicación anterior efectivamente define un campo vectorial tangente. Es decir, se necesita demostrar que para todo x en S2
{\displaystyle {\bigl \langle }(\nabla _{Z}Y)_{x},x{\bigr \rangle }=0\,.\qquad {\text{(Eq.1)}}}
Considérese la aplicación
{\displaystyle {\begin{aligned}f:\mathbf {S} ^{2}&\to \mathbf {R} \\x&\mapsto \langle Y_{x},x\rangle \,.\end{aligned}}}
La aplicación f es constante, por lo tanto su diferencial desaparece. En particular
{\displaystyle \mathrm {d} f_{x}(Z_{x})={\bigl \langle }(\mathrm {d} Y)_{x}(Z_{x}),x(\gamma '(t)){\bigr \rangle }+\langle Y_{x},Z_{x}\rangle =0\,.}
A continuación se presenta la ecuación 1 anterior. Quod erat demonstrandum

## Lecturas recomendadas
Principales referencias históricas
- Christoffel, Elwin Bruno (1869), «Über die Transformation der homogenen Differentialausdrücke zweiten Grades», Journal für die reine und angewandte Mathematik 1869 (70): 46-70, S2CID 122999847, doi:10.1515/crll.1869.70.46.
- Levi-Civita, Tullio (1917), «Nozione di parallelismo in una varietà qualunque e conseguente specificazione geometrica della curvatura Riemanniana», Rend. Circ. Mat. Palermo 42: 173-205, S2CID 122088291, doi:10.1007/bf03014898.
- Cartan, Élie (1923), «Sur les variétés à connexion affine, et la théorie de la relativité généralisée (première partie)», Annales Scientifiques de l'École Normale Supérieure 40: 325-412, doi:10.24033/asens.751.
- Cartan, Élie (1924), «Sur les variétés à connexion affine, et la théorie de la relativité généralisée (première partie) (Suite)», Annales Scientifiques de l'École Normale Supérieure 41: 1-25, doi:10.24033/asens.753.
- Cartan, Élie (1986), On Manifolds with Affine Connection and the Theory of General Relativity, Humanities Press.

El tratamiento de Cartan de las conexiones afines motivado por el estudio de la teoría de la relatividad. Incluye una discusión detallada de la física de los marcos de referencia y cómo la conexión refleja la noción física de transporte en un línea de universo.
- Cartan, Élie (1926), «Espaces à connexion affine, projective et conforme», Acta Math. 48: 1-42, doi:10.1007/BF02629755.

Una explicación más motivada matemáticamente de las conexiones afines.
- Cartan, Élie (1951),  with appendices by Robert Hermann, ed., Geometry of Riemannian Spaces (translation by James Glazebrook of Leçons sur la géométrie des espaces de Riemann, 2nd edición), Math Sci Press, Massachusetts (publicado el 1983), ISBN 978-0-915692-34-7..

Conexiones afines desde el punto de vista de Geometría de Riemann. Los apéndices de Robert Hermann discuten la motivación de la teoría de superficies, así como la noción de conexiones afines en el sentido moderno de Koszul. Desarrolla las propiedades básicas del operador diferencial ∇ y las relaciona con las conexiones afines clásicas en el sentido de Cartan.
- Weyl, Hermann (1918), Raum, Zeit, Materie (5 editions to 1922, with notes by Jürgen Ehlers (1980), translated 4th edition Space, Time, Matter by Henry Brose, 1922 (Methuen, reprinted 1952 by Dover) edición), Springer, Berlin, ISBN 0-486-60267-2.

Referencias secundarias
- Kobayashi, Shoshichi; Nomizu, Katsumi (1996), Foundations of Differential Geometry, Vols. 1 & 2 (New edición), Wiley-Interscience, ISBN 0-471-15733-3..

Esta es la referencia principal para los detalles técnicos del artículo. El volumen 1, capítulo III ofrece una descripción detallada de las conexiones afines desde la perspectiva de los paquetes principales en una variedad, transporte paralelo, desarrollo, geodésicas y operadores diferenciales asociados. El volumen 1, capítulo VI, da cuenta de las transformaciones afines, la torsión y la teoría general de la geodesia afín. El volumen 2 ofrece una serie de aplicaciones de conexiones afines a espacio homogéneo y variedad compleja, así como a otros temas variados.
- Lumiste, Ülo (2001a), «Conexión afín»,  en Hazewinkel, Michiel, ed., Encyclopaedia of Mathematics (en inglés), Springer, ISBN 978-1556080104..
- Lumiste, Ülo (2001b), «Conexión afín»,  en Hazewinkel, Michiel, ed., Encyclopaedia of Mathematics (en inglés), Springer, ISBN 978-1556080104..

Dos artículos de Lumiste, que dan condiciones precisas sobre aplicaciones de transporte paralelo para que definan conexiones afines. También tratan la curvatura, la torsión y otros temas estándar desde una perspectiva clásica (paquete no principal).
- Sharpe, R.W. (1997), Differential Geometry: Cartan's Generalization of Klein's Erlangen Program, Springer-Verlag, New York, ISBN 0-387-94732-9..

Esto completa algunos de los detalles históricos y proporciona un relato elemental más fácil de leer sobre las conexiones de Cartan en general. El Apéndice A aclara la relación entre los puntos de vista de la conexión principal y el paralelismo absoluto. El Apéndice B cierra la brecha entre el modelo clásico "rodante" de conexiones afines y el moderno basado en paquetes principales y operadores diferenciales.
- Datos: Q1371213